# Holtzheim
Holtzheim is een gemeente in het Franse departement Bas-Rhin (regio Grand Est). De gemeente maakt deel uit van het kanton Lingolsheim in het arrondissement Strasbourg. Holtzheim telde op 1 januari 2022 3.890 inwoners.

## Geschiedenis
Holtzheim behoorde tot het kanton Geispolsheim in het arrondissement Strasbourg-Campagne, maar deze werden bij een kantonale herindeling opgeheven op 1 januari 2015, waarna de gemeente bij het kanton Lingolsheim in het arrondissement Strasbourg werd ingedeeld.

## Geografie
De oppervlakte van Holtzheim bedroeg op 1 januari 2022 6,91 vierkante kilometer; de bevolkingsdichtheid was toen 563 inwoners per km². 

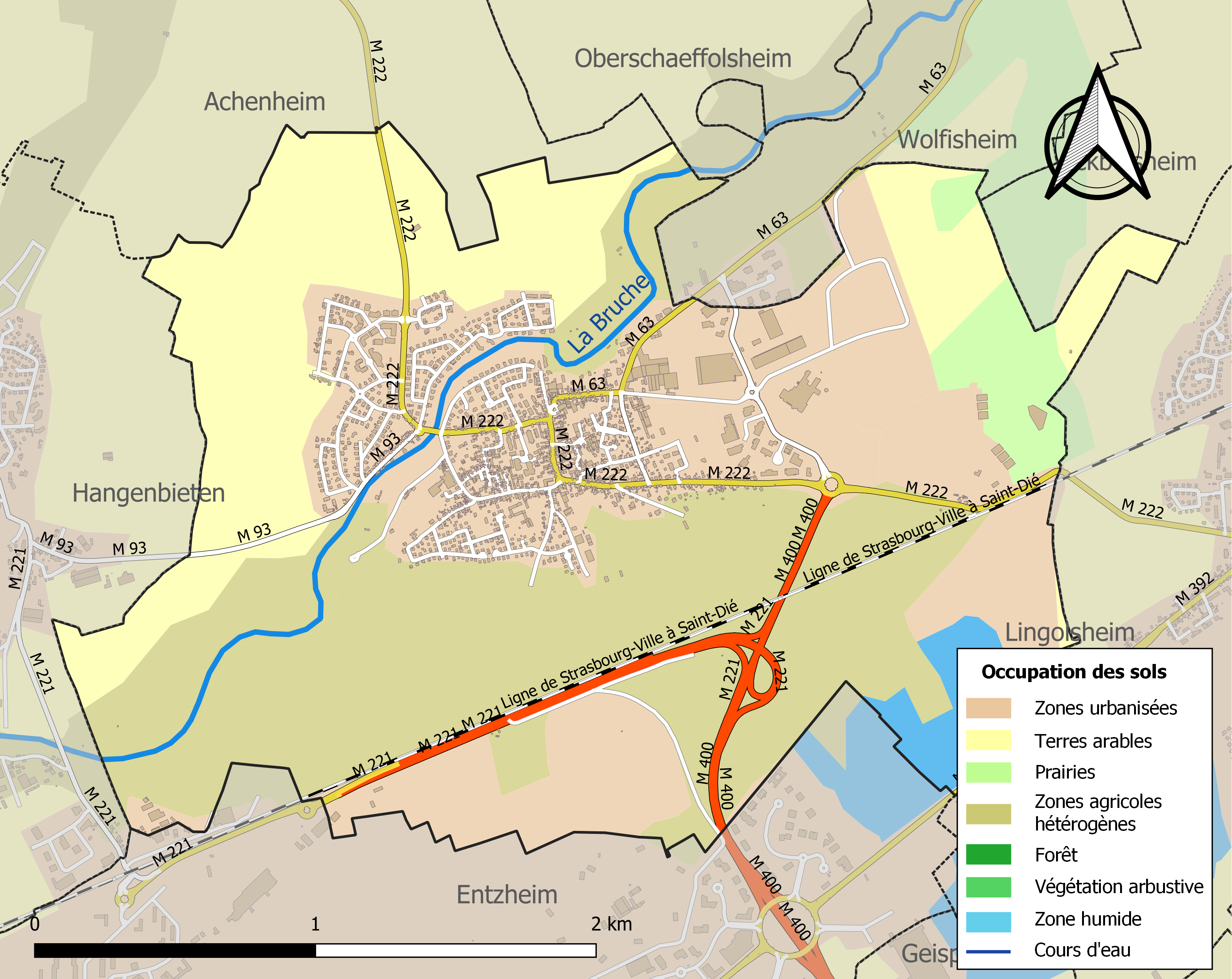
Kaart van de gemeente met de belangrijkste infrastructuur, bodemgebruik en omliggende gemeenten

## Demografie
Onderstaande figuur toont het verloop van het inwonertal (bron: INSEE-tellingen).

## Verkeer en vervoer
In de gemeente staat het spoorwegstation Holtzheim.